# مجلس الدفاع الوطني (اليمن)
مجلس الدفاع الوطني اليمني هو المجلس المكلف بالنظر في الشئون الخاصة بوسائل تأمين البلاد وسلامتها وتنسيق إستراتيجية الأمن القومي والدفاعي في اليمن. تشكل المجلس من قبل الرئيس علي عبد الله صالح في 20 أغسطس 1991. ويرأس المجلس الرئيس اليمني ويتألف من العديد من الوزراء الرئيسيين والمسؤولين العسكريين.

## تاريخ
تأسس المجلس بالقانون رقم (62) لسنة 1991 بشأن إنشاء مجلس الدفاع الوطني في 20 أغسطس 1991.

## أعضاء المجلس
طبقا للقانون يتكون مجلس الدفاع الوطني على النحو التالي:
- رئيس الجمهورية - القائد الأعلى للقوات المسلحة رئيساً

وعضوية كل من:
- نائب الرئيس
- رئيس مجلس النواب
- رئيس مجلس الوزراء
- وزير الدفاع
- وزير الخارجية
- وزير الداخلية
- وزير الإعلام
- وزير المالية
- رئيس هيئة الأركان العامة
- مستشار الرئاسة للشؤون العسكرية

## المهام والمسؤوليات
بشكل عام يتولى مجلس الدفاع الوطني مسؤولية وضع استراتيجية الدفاع، وتقديم المشورة بشأن القضايا المتعلقة بإعلان الحرب والتعبئة وحالة الطوارئ. وفقا للقانون، يختص المجلس بالمهام والاختصاصات التالية:
- رسم السياسة العامة لإعداد وتعبئة جميع إمكانيات الدولة ومواردها البشرية والمادية والفكرية والمعنوية.
- تقدير حالة الطوارئ وحالة الحرب والتعبئة الكلية أو الجزئية واتخاذ الإجراءات بشأنها طبقاً للدستور.
- تقرير السياسة التي تتبع في إعداد القوات المسلحة والأمن وتنظيمها وتموينها وتحديد الحجم والمهام الإستراتيجية والتركيب التنظيمي للقوات المسلحة والأمن في السلم والحرب.
- دراسة حالة الاستعداد القتالية والتعبئة والتدريب والتجهيز في الأسلحة والمعدات للقوات المسلحة والأمن.
- وضع القواعد والخطط التي تكفل تحقيق التعاون بين القوات المسلحة والأمن والإدارات والمصالح الحكومية وغير الحكومية بغرض دعم المجهود الحربي في السلم والحرب.
- يين الحالات التي يتم فيها استخدام القوات المسلحة وفقاً للقانون والدستور.
- النظر في مشاريع الاتفاقيات الحربية والتحالفات العسكرية واتفاقيات الهدنة ومعاهدات الصلح.
- دراسة مسائل تطوير القوات المسلحة والأمن بما في ذلك إنشاء تشكيلات عسكرية جديدة.
- رسم السياسة العليا للدفاع المدني في البلاد.

## انعقاد المجلس
بحسب قانون إنشاء المجلس ينعقد المجلس بناءً على طلب من رئيس المجلس على ألا تقل اجتماعاته عن مرة كل ثلاثة أشهر. يظل المجلس منعقدا بصفة مستمرة في حالة إعلان التعبئة العامة أو قيام حرب. يحق للمجلس دعوة من يرى لحضور جلساته دون أن يكون له حق التصويت على قرارات المجلس. في 22 أكتوبر 2022 عقد المجلس اجتماعا طارئا في العاصمة عدن لمناقشة الهجمات التي تبنتها جماعة الحوثي على مينائي الضبة والنشيمة النفطيين في محافظتي حضرموت وشبوة. وأصدر المجلس القرار رقم (1) لسنة 2022 بتصنيف جماعة الحوثي منظمة إرهابية.